# ドニプロ市電
ドニプロ市電（ウクライナ語: Дніпровський трамвай、ロシア語: Днепровский трамвай）は、ウクライナの都市・ドニプロ市内に存在する路面電車。1897年に開業した長い歴史を有する路線網で、2020年現在はトロリーバス（ドニプロ・トロリーバス）と共にドニプロ市が所有する公益事業会社のドニプロ・エレクトロトランスポート（Дніпровський електротранспорт）によって運営されている。

## 歴史
ドニプロ市内に路面電車が開通したのは、都市名がエカテリノスラーフであった時代、1897年6月27日（旧暦：6月14日）で、旧ロシア帝国ではキエフ（キエフ市電）、ニジニ・ノヴゴロド（ニジニ・ノヴゴロド市電）に次いで3番目に営業運転を開始した路面電車路線である。建設や運営はベルギーの企業が携わり、開業時にはガンツ製の電車が導入された。
開業後、路面電車は高い人気を博し、多数の乗客や収入を記録した。市議会との衝突による計画の停滞はあったものの1909年には第二の路線が開通した。一方で1906年には別の企業による路面電車路線も開通している。これらの路線はロシア革命を経てドニプロ市が運営する公営路線に統一され、1920年代初頭は革命の影響で荒廃した路線網や車両の復旧工事が行われた。それ以降は路線網の急速な発展が続き、1931年時点での総延長は65 kmを記録した。
一方、ソビエト連邦（ソ連）各都市では1930年代以降路面電車の軌間を1,524 mmに統一する動きが起き、路面電車の製造工場もそれ以外の軌間に対応した車両の製造を中止した。その事もあり、エカテリノスラーフ市電改めドニプロペトローフスク市電（→ドニプロ市電）についても従来の狭軌（1,000 mm）から軌間を改める事が1932年に決定し、翌1933年から1948年まで断続的に改軌工事が実施された。1940年時点での年間利用客数は1億7,200万人を記録し、12系統の旅客列車に加え各工場へ資材を運ぶ貨物列車も設定されていた。
第二次世界大戦（大祖国戦争）により市内は戦場となり、路面電車もドイツ軍の占領や解放に向けての戦いの中で甚大な被害を受けた。復興は解放後の1943年から始まり、深刻な資材・電力不足を乗り越え1950年代初頭には路線網の復旧工事が完了した。また、1949年にはトロリーバスの開通に合わせて運営組織が路面電車部門から「路面電車・トロリーバス部門」へ改名している。
1950年代以降、ソ連時代はトロリーバスと共に路線の延伸や車両の近代化が積極的に行われ、1960年代以降は従来の2軸車に加えてボギー車の導入が開始された。それに合わせて車庫の増設や変電所の機器の更新も実施されている。また、1968年以降は自国産のKTM-5M3やチェコスロバキア（現：チェコ）製のタトラT3の導入が始まり、既存の車両を順次置き換えていった。1980年時点で営業キロは157.6 kmに達し、在籍車両数も477両を記録した。
ソビエト連邦の崩壊以降、路面電車はトロリーバスと合わせて市が所有する企業体による運営に移管したが、1993年にトロリーバスを含めた全線の運賃が一時無料化され、1994年以降も値上げが続くなど経済の混乱の影響を受ける形となった。その一方で同年からは一時途絶えていた新型電車の導入が再開され、1996年からは地元ドニプロの企業であるタトラ＝ユーク製の車両が登場した。しかし2000年代以降は民間企業が運営するミニバスの発展に加え、利用客の大半が運賃値下げの対象者である事から厳しい運営状況が続いており、車両の増備についても導入コストの面からドイツで廃車となった旧型電車の譲受が中心となっている。

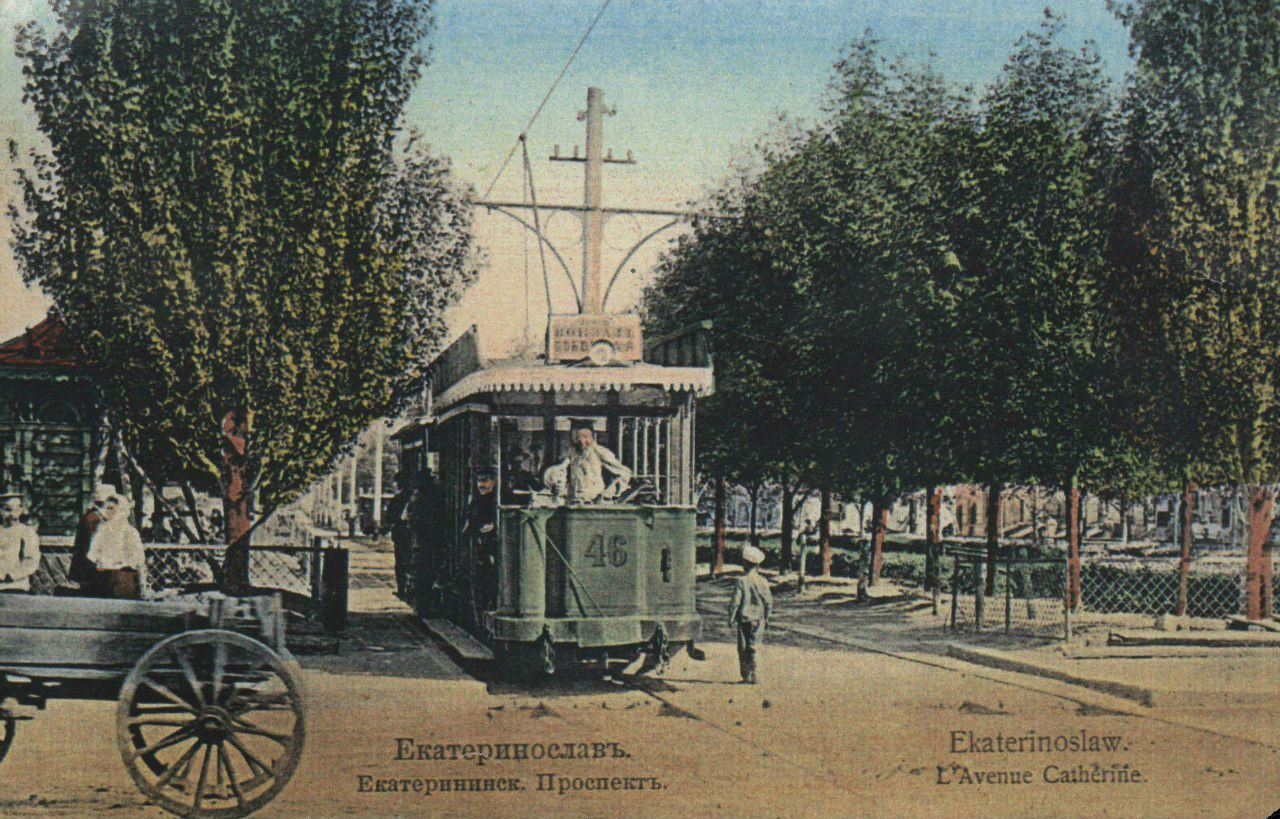
開通当初の電車
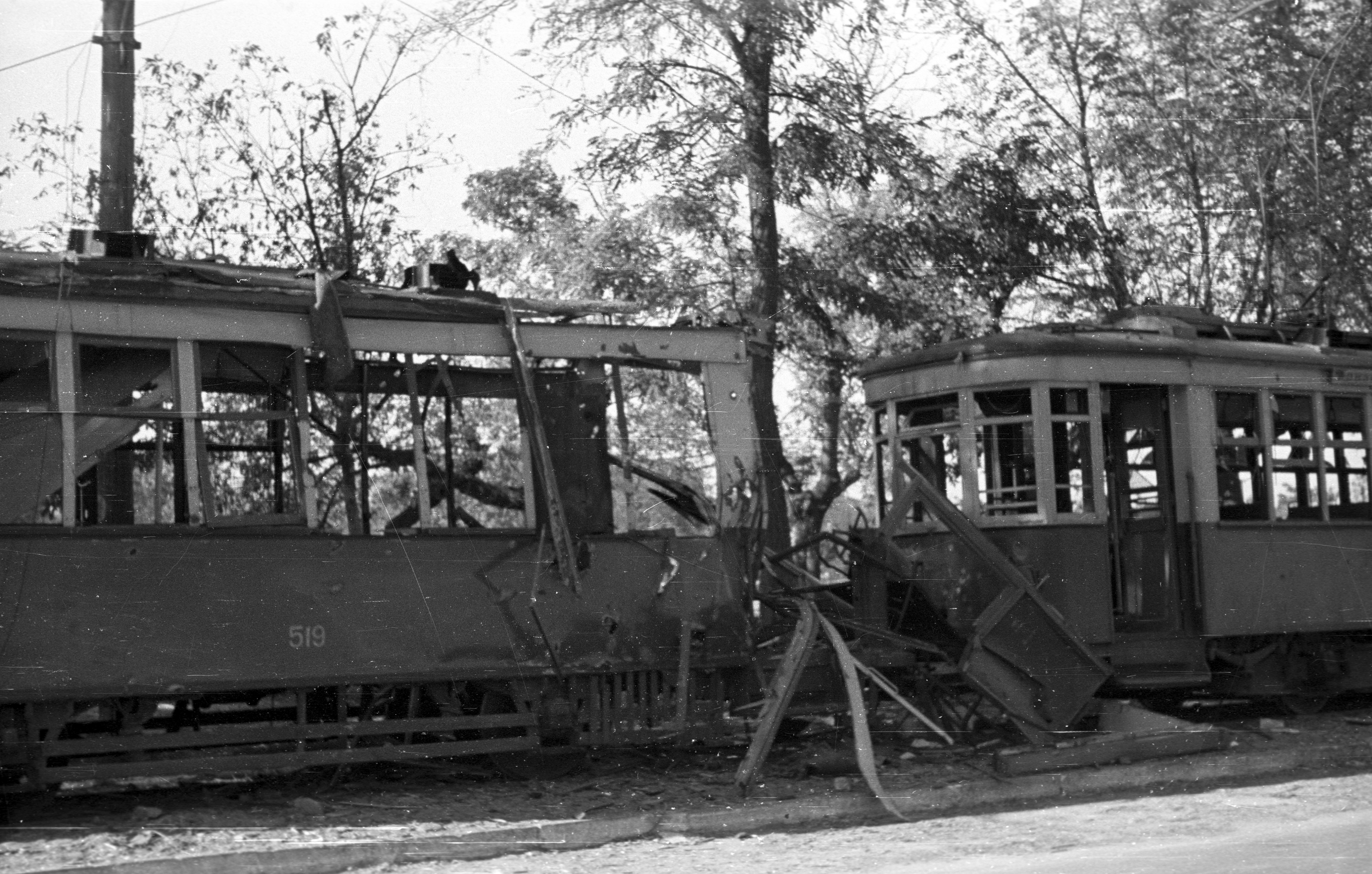
大祖国戦争下で破壊された電車（1941年撮影）
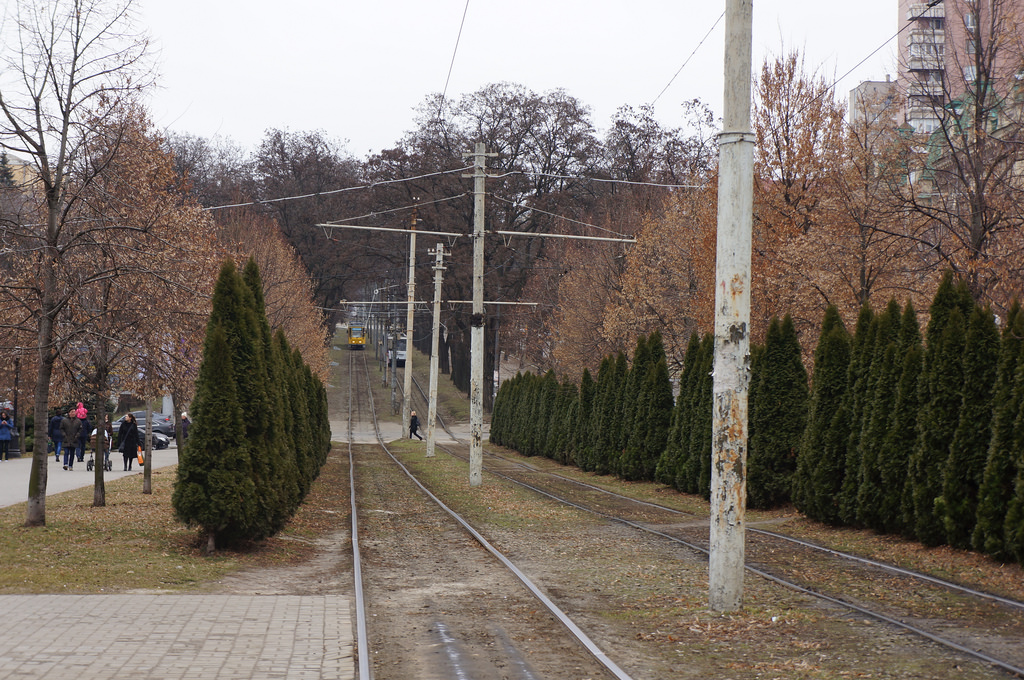
ドニプロ市電の専用軌道（2015年撮影）

## 運行
2020年現在、ドニプロ市電では以下の系統が設定されている。運賃はトロリーバスも含めて1回の乗車あたり6フリヴニャで、特定の期間自由に乗車可能な乗車券や市電を含む複数の交通機関で利用可能な月額制チケットの展開も行われている。一方で観光電車「レトロ」の運賃についてはこれらとは別に7フリヴニャに設定されている。
| 系統番号 | 起点                   | 終点                          | 営業キロ | 運行間隔 | 備考                                               |
| -------- | ---------------------- | ----------------------------- | -------- | -------- | -------------------------------------------------- |
| 1        | Железнодорожный вокзал | Транспортный университет      | 7.84km   | 14分     | [ 9 ]                                              |
| 5        | ж/м Западный           | Транспортный университет      | 13.97km  | 15-30分  | [ 10 ]                                             |
| 6        | пл. Старомостовая      | Институт минеральных ресурсов | 5.4 km   | 5-10分   | [ 11 ]                                             |
| 9        | пл. Старомостовая      | Мясокомбинат                  | 10.25km  | 12-38分  | [ 12 ]                                             |
| 11       | Железнодорожный вокзал | ДМЗ                           | 9.00km   | 9-36分   | [ 13 ]                                             |
| 12       | пл. Старомостовая      | Автобаза                      | 13.05km  | 13-16分  | [ 14 ]                                             |
| 14       | ж/м Западный           | Железнодорожный вокзал        | 8.25km   | 33-66分  | [ 15 ]                                             |
| 15       | Железнодорожный вокзал | ул. Криворожская              | 7.48km   | 10-30分  | [ 16 ]                                             |
| 16       | ул. Игоря Сикорского   | Шинный завод                  | 7.61km   | 6-15分   | [ 17 ]                                             |
| 17       | пл. Старомостовая      | ул. Николая Руденко           | 3.85km   | 15-39分  | [ 18 ]                                             |
| 18       | ДЭВЗ                   | ж/м Левобережный-3            | 10.34km  | 10-14分  | [ 3 ] [ 19 ]                                       |
| 19       | пл. Старомостовая      | ж/м Левобережный-3            | 14.62km  | 10-27分  | [ 3 ] [ 20 ]                                       |
| "レトロ" | Железнодорожный вокзал | ул. Центральная               | 2.8km    | 32-34分  | 運賃は7フリヴニャ 天候などの条件で運休する場合あり |

## 車両

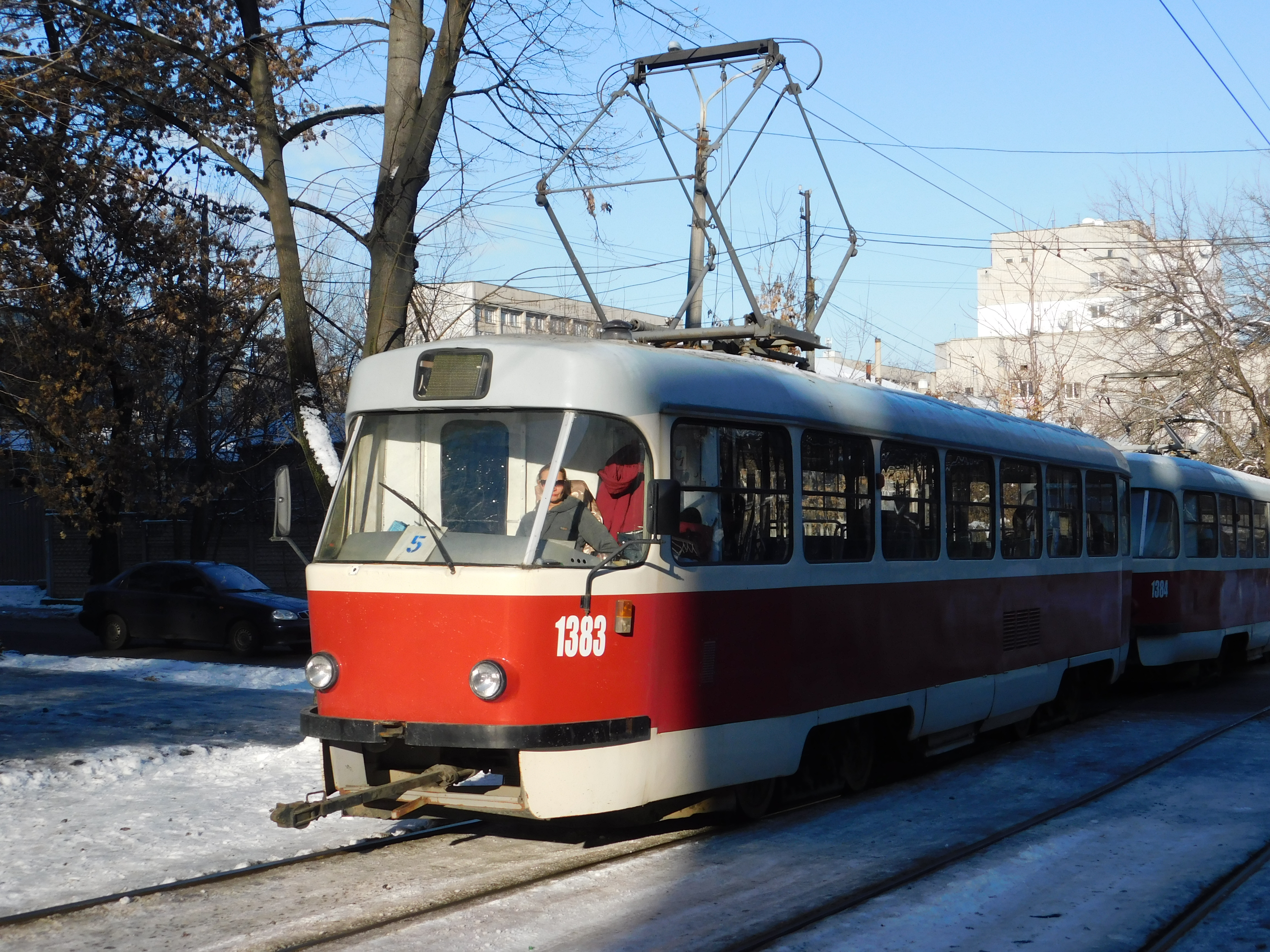
タトラT3SU
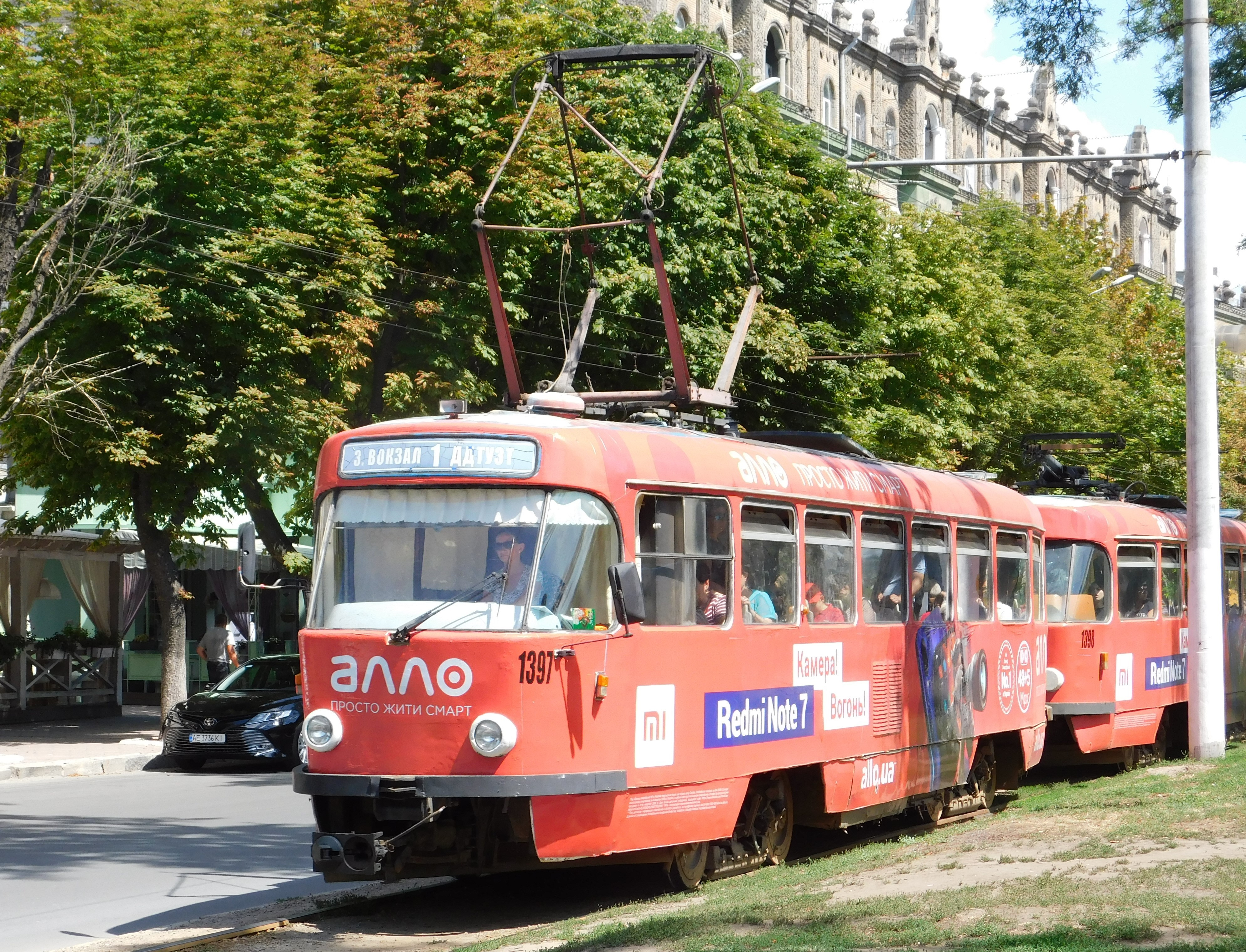
タトラT3DC1
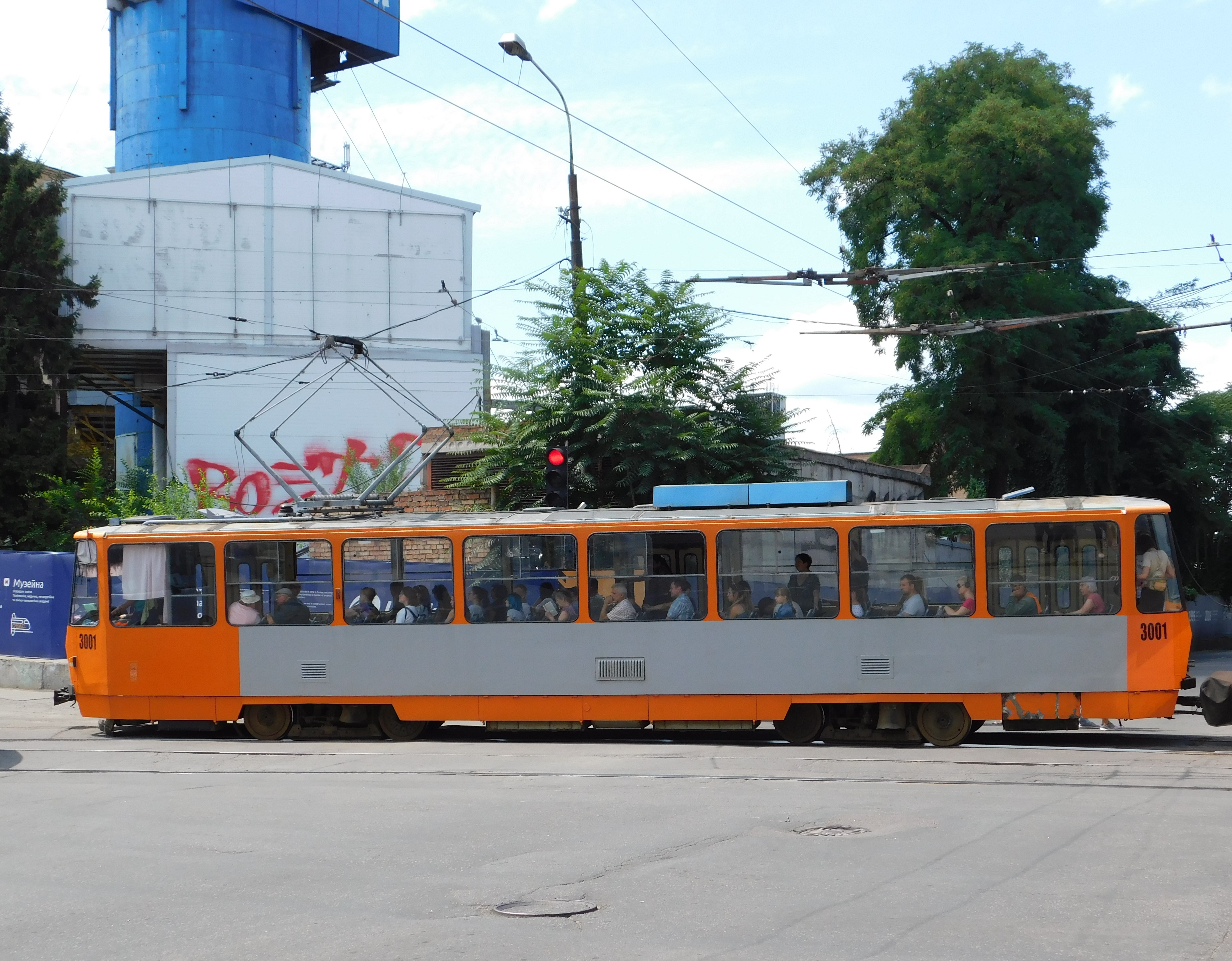
タトラT6B5
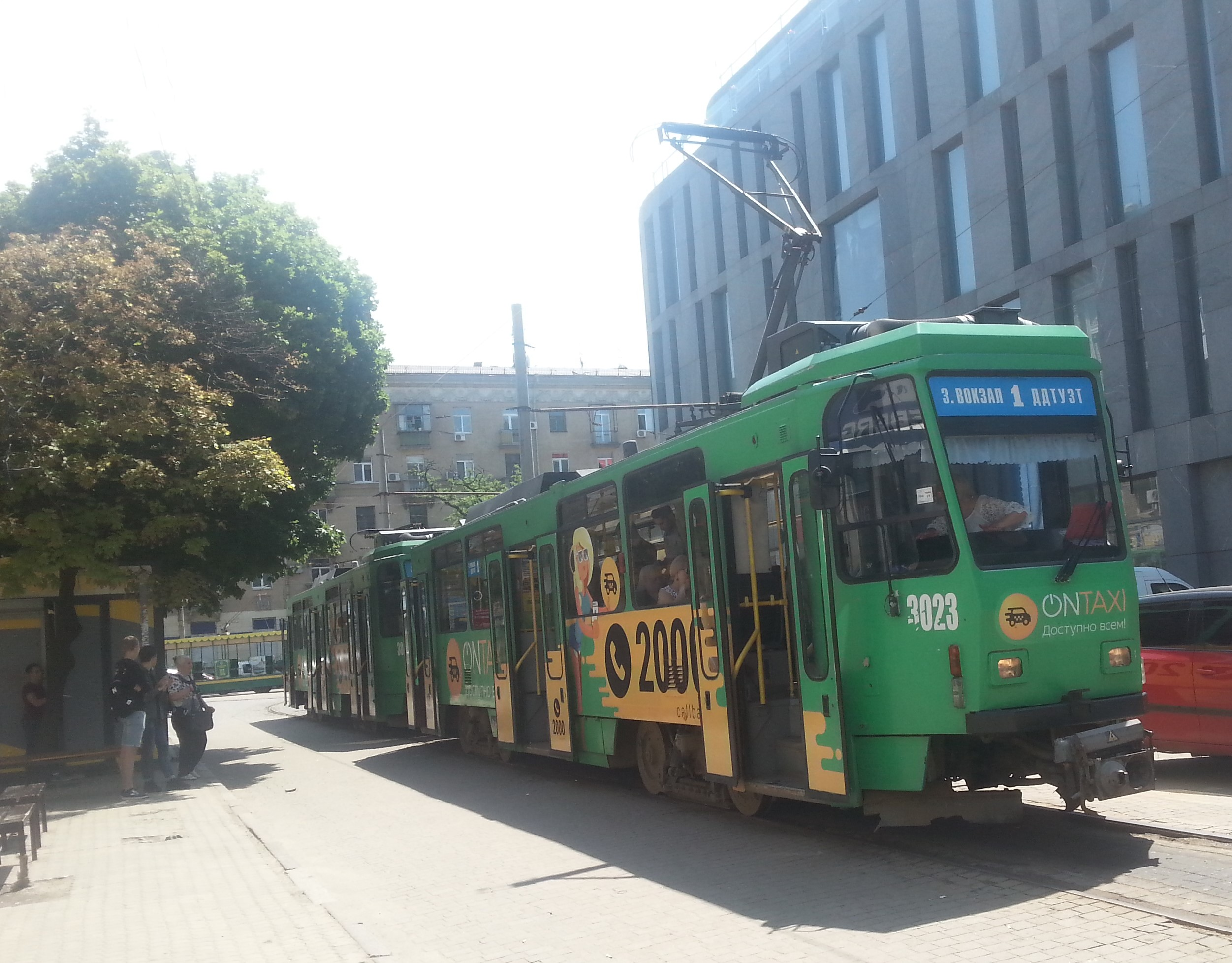
タトラT6A2M
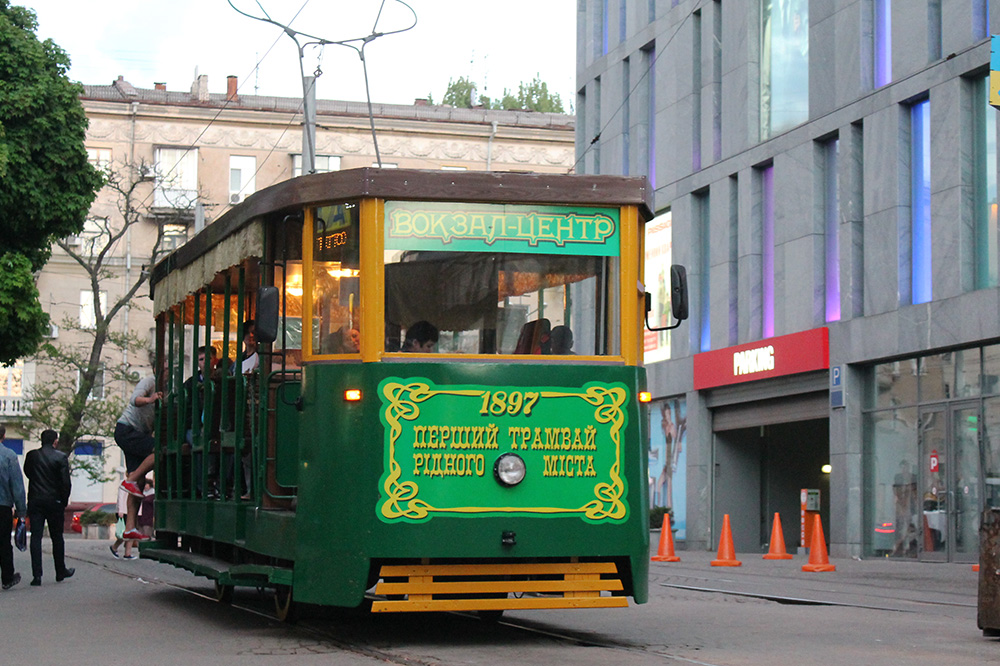
"レトロ"

2020年現在、事業用車両も含めてドニプロ市電に在籍する車両は全て第3車庫（Депо №3）に籍を置くが、一部はセルゲイ・ニゴヤン地区にある支局に在籍しており、18・19号線で使用されている。以下の営業用車両に加え、市電が開業100周年を迎えた1997年に旧型2軸車（KTM-2）を改造し、開業時に導入されたガンツ製電車を模したオープンデッキの新造車体に置き換えた観光用車両「レトロ（Ретро）」が登場し、前項のように特定の経路で運行している。
| 車両形式   | 車両形式 | 両数 (2020年現在) | 備考・参考                                                |
| ---------- | -------- | ----------------- | --------------------------------------------------------- |
| 71-605     | 71-605   | 6両               | 2000年代以降廃車が進行中 一部車両はルハーンシク市電へ譲渡 |
| 71-605     | 71-605A  | 2両               | 2000年代以降廃車が進行中 一部車両はルハーンシク市電へ譲渡 |
| 71-608     | 71-608K  | 5両               |                                                           |
| 71-608     | 71-608KM | 22両              |                                                           |
| タトラT3   | T3SU     | 81両              |                                                           |
| タトラT3   | T3R.P    | 6両               | 機器更新車                                                |
| タトラT3   | T3DC1    | 13両              | シュヴェリーン市電からの譲渡車両                          |
| タトラT3   | T3DC2    | 13両              | シュヴェリーン市電からの譲渡車両                          |
| タトラT4   | T4DM     | 10両              | マクデブルク市電からの譲渡車両                            |
| タトラT4   | T4D-MT   | 29両              | ドレスデン市電からの譲渡車両                              |
| タトラT4   | TB4D     | 9両               | ドレスデン市電からの譲渡車両                              |
| タトラT4   | T4D-M1   | 19両              | ライプツィヒ市電からの譲渡車両                            |
| タトラT4   | T4D-M2   | 1両               | ライプツィヒ市電からの譲渡車両                            |
| タトラT6B5 | T6B5     | 12両              | タトラ＝ユーク製                                          |
| タトラT6A2 | T6A2M    | 30両              | ベルリン市電からの譲渡車両                                |

- タトラT3SU
- タトラT3DC1
- タトラT6B5
- タトラT6A2M
- "レトロ"

## 今後の予定
ドニプロ市電には2019年以降ライプツィヒ市電からの譲渡車両の導入が続いており、2020年も30両の旧型電車を譲受する計画が存在する。また、これらを含めた全車を対象とした塗装変更も決定しており、同年3月に登場した試験塗装車（タトラT3）の運用実績を経て正式な新塗装が採用される事になっている。